# James Ransone
James Finley Ransone III, född 2 juni 1979 i Baltimore i Maryland, är en amerikansk skådespelare och musiker. Han är mest känd för att spela rollen som Ziggy Sobotka i dramaserien The Wire (säsong 2), Josh Ray Person i dramaminiserien Generation Kill, vicesheriffen i skräckfilmerna Sinister och Sinister 2, Chester i dramakomedifilmen Tangerine, Eddie Kaspbrak (som vuxen) i skräckfilmen Det: Kapitel 2, och Max i skräckfilmen The Black Phone. Han har också haft studier på bland annat School of Visual Arts i New York.
Ransone är född och uppvuxen i Baltimore, Maryland, som son till föräldrarna Joyce (född Peterson) och James Finley Ransone II. Han hade vid 27 års ålder utvecklat ett omfattande heroinmissbruk, samt fått en stor skuld på 30000 dollar, tills han blev helt och hållet nykter år 2007.
I maj 2021 gick Ransone ut med ett inlägg på sitt Instagramkonto, där han skrev att han hade blivit sexuellt utnyttjad av sin gamla mattelärare Timothy Rualo under år 1992. Han skulle senare komma att anmäla denna händelse till polisen i Baltimore County i mars 2020, men efter att en utredning kring detta fall hade genomförts, avböjde polisen sedan från att gå vidare med hans anklagelser. Man har heller inte kunnat lösa någon utredning kring skolsystemet i Baltimore.
Ransone är idag gift med Jamie McPhee, med vilken han har en son.

## Filmografi (i urval)

### Filmer
| - 2002 – Ken Park - 2004 – A Dirty Shame - 2006 – Inside Man - 2006 – Puccini for Beginners - 2008 – Prom Night - 2010 – The Next Three Days - 2011 – The Son of No One - 2012 – Sinister - 2013 – Broken City - 2013 – Empire State - 2013 – Oldboy | - 2014 – Electric Slide - 2014 – Cymbeline - 2015 – Tangerine - 2015 – Sinister 2 - 2015 – Mr. Right - 2016 – In a Valley of Violence - 2017 – Gemini - 2017 – The Clapper - 2019 – Captive State - 2019 – Det: Kapitel 2 - 2021 – The Black Phone |

### TV-serier
- 2001 – I lagens namn (TV-serie)
- 2002 – Tredje skiftet (TV-serie)
- 2002 – Ed (TV-serie)
- 2003 – The Wire (TV-serie)
- 2005 – CSI: Crime Scene Investigation (TV-serie)
- 2007 – Jericho (TV-serie)
- 2008 – Generation Kill (TV-serie)
- 2010 – How to Make It in America (TV-serie)
- 2010 – Burn Notice (TV-serie)
- 2011 – Hawaii Five-0 (TV-serie)
- 2011 – Treme (TV-serie)
- 2016 – Bosch (TV-serie)
- 2020 – SEAL Team (TV-serie)